# Čchen Čchun

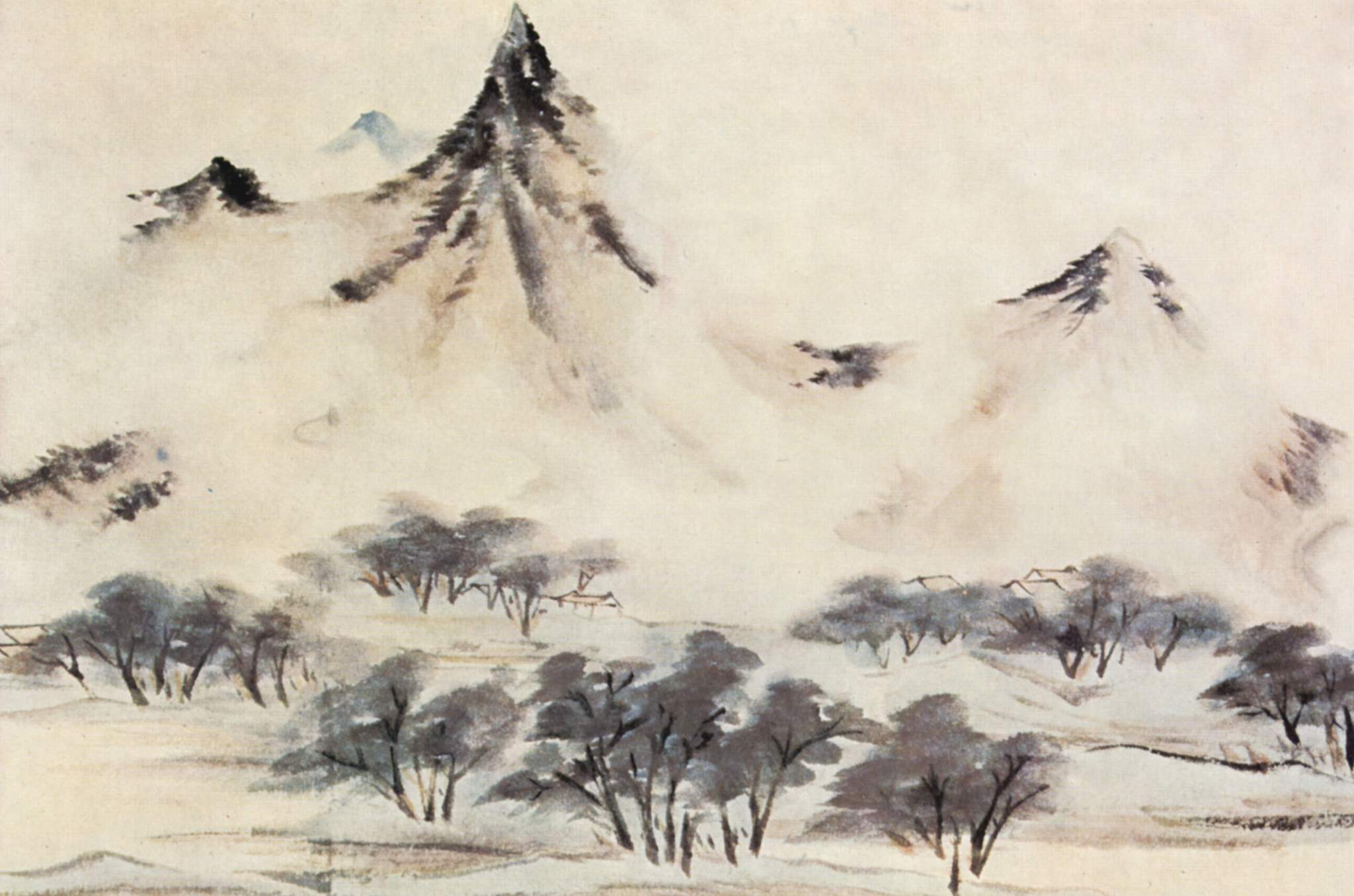
Čchen Čchun, Hory v mracích

Čchen Čchun (čínsky pchin-jinem Chén Chún, znaky zjednodušené 陈淳, tradiční 陳淳, 1483–1544) byl čínský malíř a kaligraf mingského období, představitel školy Wu.

## Jména
Čchen Čchun používal zdvořilostní jméno Tao-fu (čínsky pchin-jinem Dàofù, znaky zjednodušené 道复, tradiční 道復), později Fu-fu (čínsky pchin-jinem Fùfù, znaky zjednodušené 复父, tradiční 復父) a pseudonymy Paj-jang(čínsky pchin-jinem Báiyáng, znaky zjednodušené 白阳, tradiční 白陽) a Paj-jang šan-žen (čínsky pchin-jinem Báiyáng shānrén, znaky zjednodušené 白阳山人, tradiční 白陽山人.

## Život a dílo
Čchen Čchun pocházel ze Su-čou (dnes v provincii Ťiang-su), z majetné rodiny vzdělané džentry. Od dětství studoval konfuciánské klasiky, literaturu, kaligrafii a malířství, přičemž projevil výjimečný talent. Byl žákem Wen Čeng-minga, za vzor si bral i Šen Čoua. Je představitelem školy Wu (v jejímž rámci ustupoval ve významu pouze dvěma jmenovaným učitelům) a literátského malířství sučouského regionu. Maloval krajiny, významný je svým přínosem v žánru květin a ptáků, v němž si s přihlédnutím k jüanským a sungským mistrům vyvinul vlastní originální styl.
Byl i nadaným kaligrafem, zvláště v kurzivním a konceptním písmu; i tomuto umění se učil u Wen Čeng-minga.